# Ga Ga Ga Ga Ga
Albums de Spoon
Gimme Fiction (en)
(2005) Transference (en)
(2010)
Ga Ga Ga Ga Ga est le sixième album du groupe américain Spoon, sorti le 7 juillet 2007.

## Liste des titres
| No  | Titre                             | Durée |
| --- | --------------------------------- | ----- |
| 1.  | Don't Make Me a Target            | 3:55  |
| 2.  | The Ghost of You Lingers          | 3:34  |
| 3.  | You Got Yr. Cherry Bomb           | 3:08  |
| 4.  | Don't You Evah                    | 3:36  |
| 5.  | Rhthm and Soul                    | 3:30  |
| 6.  | Eddie's Ragga                     | 3:39  |
| 7.  | The Underdog                      | 3:42  |
| 8.  | My Little Japanese Cigarette Case | 3:03  |
| 9.  | Finer Feelings                    | 4:54  |
| 10. | Black Like Me                     | 3:25  |

### Titre bonus
| No  | Titre                           | Durée |
| --- | ------------------------------- | ----- |
| 11. | Deep Clean (exclusivité iTunes) | 3:45  |

### Disque bonus (Get Nice!)
| No  | Titre                                         | Durée |
| --- | --------------------------------------------- | ----- |
| 1.  | I Got Mine                                    | 2:34  |
| 2.  | Be Still My Servant                           | 1:24  |
| 3.  | Leave Your Effects Where They're Easily Seen  | 0:56  |
| 4.  | I Summon You (Cool) (version alternative)     | 1:28  |
| 5.  | Mean Mad Margaret                             | 1:37  |
| 6.  | Love Makes You Feel                           | 2:38  |
| 7.  | You Got Yr. Cherry Bomb (version alternative) | 3:13  |
| 8.  | Tasty Fish                                    | 1:18  |
| 9.  | Dracula's Cigarette                           | 1:24  |
| 10. | 1975                                          | 1:39  |
| 11. | I Can Feel It Fade Like an AM Single          | 3:12  |
| 12. | Curfew Tolls                                  | 1:33  |